# Nassigny
 Nassigny  là một xã ở tỉnh Allier thuộc miền trung nước Pháp.